# Калузька (закрита станція метро)
55°39′30″ пн. ш. 37°32′43″ сх. д. / 55.65833° пн. ш. 37.54528° сх. д.
«Калузька» — колишня наземна станція метро, була кінцевою на Калузькому радіусі з 1964 по 1974 р. Розташовувалася на території ТЧ-5 «Калузьке». Після відкриття ділянки «Нові Черемушки» — «Беляєво» у 1974 р. станція була закрита і замінена нині існуючу підземну «Калузьку».

## Конструкція
Наземна крита з острівною платформою.
Станція розташовувалася в 5-й наві депо. До 1971 вона була крайньою, і бічна стіна була з вікнами. До з'єднання з Ризьким радіусом депо розширили, побудувавши ще 3 нави, і стіна стала глухою. Також було побудовано службовий тунель, що сполучає стару й нову території електродепо, минаючи пасажирську зону.

## Оздоблення
Прикраси на станції були відсутні — асфальтова платформа, побілені стіни, стандартні промислові світильники, підвішені до конструкцій перекриття. Уздовж осі платформи було розташовано кілька простих дерев'яних лавок. Мала дві тупикові колії з платформою острівного типу; остання переходила в касовий зал. Платформа безпосередньо переходила у вестибюль із касами й турнікетами.

## Стан на середину 2010-х
Повністю збереглася платформа станції і колії, діє службовий тунель, приміщення вестибюля використовуються як кімнати відпочинку працівників. Частково збереглися оригінальні світильники. В останні роки платформа, колії та прилеглі території станції використовуються під склад.

## Ресурси Інтернету
- Калузька-закрита на сайті «Наш транспорт» [Архівовано 30 березня 2019 у Wayback Machine.](рос.)
- Фотографії депо і старої станції «Калузька» [Архівовано 27 грудня 2013 у Wayback Machine.]
- Стара «Калузька»(рос.)
- Стара «Калузька», друге фото